# Slovanski koledar
Slovanski koledar ali staroslovanski koledar je ime za koledarne predstave starih Slovanov, ki so obstajale v času staroverske kulture in so se ohranile tudi po duhovni prevladi krščanstva in formiranju koledarnih sistemov slovanskih narodov. V te sisteme spadajo dnevi, meseci in leta.